# Microeca
Microeca, es un género de Ave Passeriformes de la familia de los Petroicidae, tiene seis especies reconocidas científicamente.

## Especies
- Microeca fascinans (Latham, 1802)
- Microeca flavigaster (Gould, 1843)
- Microeca flavovirescens (Gray, 1858)
- Microeca griseoceps (De Vis, 1894)
- Microeca hemixantha (Sclater, 1883)
- Microeca papuana (Meyer, 1875)